# ویلا گریگوریانا

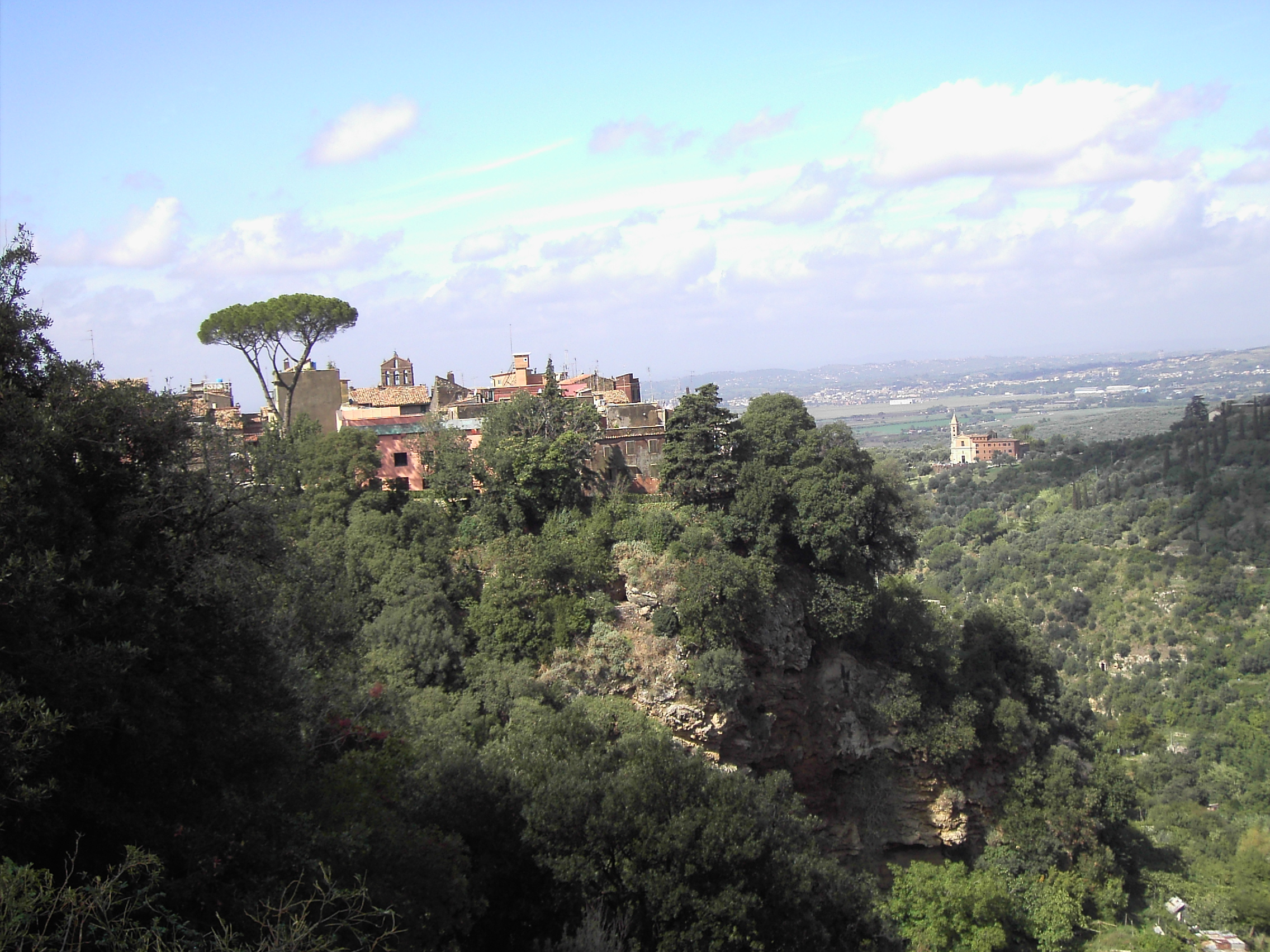
نمای ویلا گریگوریانا

ویلا گرگوریانا یک پارک واقع‌شده در تیولی، ایتالیا است.

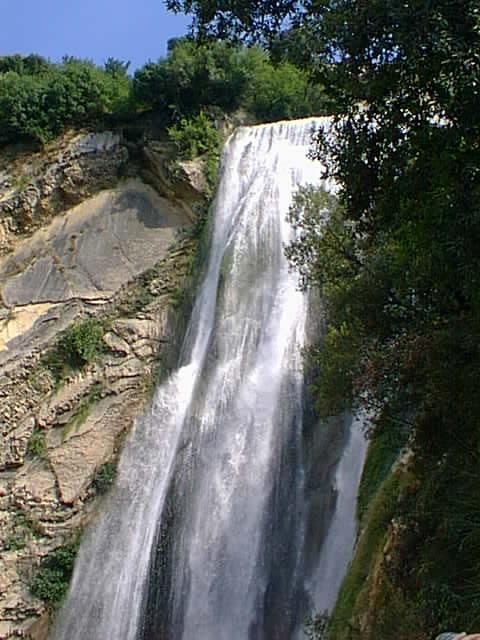
آبشار بزرگ

این پارک که در پای آکروپولیس باستانی شهر قرار دارد، دستور ساختش توسط پاپ گریگوری شانزدهم در سال ۱۸۳۵ برای بازسازی بستر رودخانه آنینه که در اثر سیل سال ۱۸۲۶ آسیب دیده بود، داده شد. از زمان‌های کهن، رودخانه منحنی گسترده‌ای را در اطراف آکروپولیس تشکیل می‌داد و پس از آن از یک سنگ آهک به دشت زیر سقوط می‌کرد. رودخانه در ابتدا از چهار آبشار تشکیل شده بود که اکنون به دو آبشار کاهش یافته‌است.
دره رودخانه آنین و ویلا گرگوریانا در سال ۲۰۰۶ برای بررسی به عنوان میراث جهانی یونسکو ارائه شدند.